# Heinz Radzikowski
Heinz Radzikowski   (Słupsk, 7 de setembre de 1925 - 18 d'abril de 2017) fou un jugador d'hoquei sobre herba alemany que va competir durant la dècada de 1950.
El 1956 va prendre part en els Jocs Olímpics d'Estiu de Melbourne, on guanyà la medalla de bronze en la competició d'hoquei sobre herba.
Entre 1956 i 1958 va disputar 9 partits internacionals. A nivell de clubs va jugar al SC Brandenburg, amb qui guanyà la lliga alemanya del 1956.